# 크립 워크
크립 워크 (Crip Walk), 씨 워크 (C-Walk) 로 알려져 있는 댄스 동작은 1970년대에 1세대 크립 멤버인 로버트 "슈가 베어" 잭슨이 만든 춤으로, 이후 전 세계로 퍼져나가고 있다.

## 개요
춤은 주로 빠르고 복잡한 발놀림을 수행하는 행위이다. 크립스와 블러드 사이의 경쟁은 미국 서부 해안의 다양한 래퍼들에 의해 갱 댄스가 채택되면서 엔터테인먼트 세계로 흘러들어갔고, 그 랩 댄스에 크립 워크라는 이름을 붙였다. 이 춤은 고전적으로 C-R-I-P의 철자법에 따라 발의 움직임을 포함한다.그것은 특히 라이벌 갱단인 블러드와의 관계를 보여주기 위해 Crips에 의해 사용되었다. 그것은 또한 사람을 죽인 후에 그 살인자에게 크립 사인을 주기 위해 사용되었다. MTV는 크립 워크가 포함된 뮤직 비디오의 방송을 거부했다.

## 예시
- 2012년 하계 올림픽 테니스 경기에서 세레나 윌리엄스가 마리아 샤라포바를 꺾고 금메달을 획득하였다.[3]
- 슈퍼볼 LVI 하프타임 쇼에는 스눕 독이 이끄는 싱크로나이즈드 크립 워크가 있었다.[4]

## 변주곡
표준 크립 워크에는 다양한 종류가 있다. '모던 크립 워크', '클라운 워크 킬워키 워크', '크라운 워크' 등이 있다. 주요 차이점은 속도, 에너지, 흐름, 변형, 암 컨트롤, 바운스 등의 요소에서 움직임이 실행되는 방식에 있다.주요 차이점은 속도, 에너지, 흐름, 변형, 암 컨트롤, 바운스 등의 요소에서 움직임이 실행되는 방식에 있다.

## 다큐멘터리
- 미국 래퍼 CJ 맥은 크립 워크의 시작과 인기 상승에 초점을 맞춘 다큐멘터리를 발표했다. 그것은 삶의 방식이다. 스눕 독, WC, 아이스-T와 같은 래퍼들이 크립스의 오리지널 멤버들과 함께 등장한다.[10]

## 같이 보기
- 갱스터 워킹